# Václav Benda
Václav Benda (8. srpna 1946 Praha – 2. června 1999 Praha) byl český filosof, kybernetik, katolický aktivista, pravicový politik a protikomunistický disident, politický vězeň komunistického režimu a zakladatel a první předseda Křesťansko-demokratické strany. Jeho syn Marek Benda rovněž působí v politice.

## Životopis

### Do sametové revoluce
Václav Benda vystudoval bohemistiku a filosofii na Filozofické fakultě Univerzity Karlovy (1964–1969), v této době byl aktivní ve studentském hnutí a podílel se na zakládání klubů katolické mládeže. Na FF UK působil v letech 1969 až 1970 jako asistent. Poté v letech 1970–1975 vystudoval teoretickou kybernetiku na MFF UK. Pro svou katolickou víru a neochotu vstoupit do KSČ vystřídal mnoho povolání. V letech 1975 až 1977 pracoval jako počítačový odborník ve Výzkumném ústavu matematických strojů.
Až do roku 1976 nevystupoval proti komunistickému režimu. Avšak otřásl jím proces s hudebníky ze skupiny The Plastic People of the Universe. Byl jedním z iniciátorů a prvních signatářů Charty 77. Za to byl vyloučen z Revolučního odborového hnutí a posléze i propuštěn z práce.
V letech 1979 a 1984 byl mluvčím Charty 77, v roce 1978 se pak podílel na založení Výboru na obranu nespravedlivě stíhaných. Za svou činnost byl v letech 1979 až 1983 vězněn pro podvracení republiky. Mimo to se on i jeho rodina stali terčem různého šikanování ze strany státní moci – byl propuštěn z práce, vyslýchán, byl mu vypnut telefon a kontrolována pošta, v jeho bytě byla domovní prohlídka, při které mu byly zabaveny některé věci. Tyto ústrky ho podle jeho slov učinily ještě zatvrzelejším v boji s režimem.
V roce 1984 byl pozván na kongres Wege zu einer Europäischen Friedensordnung, který se konal v západoněmeckém Heidelbergu. Kongresu se rozhodl nezúčastnit, protože měl obavy, že by mu československé orgány nedovolily návrat do vlasti. Místo toho poslal účastníkům dopis, ve kterém jim vyjádřil podporu a sympatie a poprosil je, aby protestovali proti uvěznění disidenta Ladislava Lise.
V letech 1985–1989 vydával samizdatový časopis PARAF (PARalelní Akta Filozofie).

### Po revoluci
Již 15. listopadu 1989 se kolem Václava Bendy zformovala skupina 21 osob v Hnutí za občanskou svobodu, která založila frakci Křesťanskodemokratického klubu (KDK HOS). V průběhu sametové revoluce se 3. prosince 1989 křídlo KDK HOS transformovalo do Křesťansko-demokratické strany (KDS), na jejímž ustavujícím sjezdu byl Benda 26. prosince téhož roku zvolen předsedou (registrace strany se uskutečnila v lednu 1990). Stranu pak vedl až do olomouckého volebního sjezdu v prosinci 1993, kdy prohrál souboj o předsednictví s Ivanem Pilipem a stal se prvním místopředsedou.
V prosinci 1989 nastoupil jako poslanec za KDS v rámci procesu kooptací do Federálního shromáždění po sametové revoluci do Sněmovny lidu Federálního shromáždění (volební obvod č. 2 – Praha 2 a Praha 4). Mandát obhájil ve svobodných volbách roku 1990 a ve volbách roku 1992. Od června 1992 do prosince téhož roku byl předsedou Sněmovny lidu Federálního shromáždění. Ve federálním parlamentu setrval až do zániku Československa.
V roce 1996 se stal po sloučení KDS a ODS členem Občanské demokratické strany, za niž byl téhož roku zvolen v obvodě Praha 1 do Senátu. V letech 1994 až 1998 byl ředitelem Úřadu dokumentace a vyšetřování zločinů komunismu. V roce 1999 měl být stíhán za údajné neoprávněné nakládání s osobními údaji v souvislosti s aférou Zilk, ale díky imunitě nebyl k vyšetřování vydán. V souvislosti s tím se objevily informace o jeho vážném onemocnění, ale na přání rodiny nebyly podrobnosti zveřejněny. Václav Benda nedlouho poté po několikatýdenní hospitalizaci zemřel na selhání orgánů, ve věku 52 let.

## Postoje
Václav Benda byl křesťansky a pravicově orientovaný člověk a politik. Státní moc považoval za přidělenou od Boha, a křesťané by podle Bendy měli respektovat ty státní požadavky, které neruší jiné boží nároky. Avšak „stát, který útočí jak na boží, tak na své vlastní symboly, popírá sám sebe, přestává být společenskou silou a tuto moc ztrácí“. Československý právní systém byl podle Bendy „fakticky jeden z nejhorších na světě, protože byl koncipován výhradně k propagandistickým účelům“. Koncem 80. let považoval komunistický režim za nejistý a zoufalý, „skutečnou společenskou sílu“ viděl v katolické církvi (ovšem bez jakékoliv větší moci), a předvídal konfrontaci těchto dvou stran. Ač se sám pokládal za radikálního, byl proti jakémukoliv uspíšení či eskalaci této konfrontace, protože ta by dle jeho názoru vedla ke krveprolití, a prosazoval spíše klidné stupňování nátlaku na stát. Úlohu církve v tomto sporu viděl spíše v obraně náboženské svobody, církev by se neměla angažovat ve sporech o světskou vládu. Vytvořil koncepci paralelní polis, podle které měli občané vytvářet vlastní nezkažené společenské struktury a nahrazovat jimi nefunkční a zkorumpované struktury oficiální. Struktury měly zahrnovat:
1. druhou kulturu (underground) – tato struktura byla podle Bendy nejrozvinutější
2. paralelní školství a vědu
3. paralelní šíření informací
4. paralelní ekonomika (zejména podpora lidí, které se režim snažil zlikvidovat ekonomickými prostředky)
5. paralelní politika

Socialismus a marxismus odmítal z křesťanských pozic: slibovaly totiž dosažení ráje na zemi pouze lidskými silami, ale to bylo dle Bendova přesvědčení vyhrazeno pouze Bohu a „lidské pokusy o totéž vedly vždy pouze ke smrti a otroctví“. Myšlenka socialismu byla podle Bendy celkově naprosto špatná, i když obsahovala dílčí dobré body; „právě tyto body mohly některé lidi zaujmout a přitáhnout jejich pozornost k socialismu“. Skeptický byl i k „socialismu s lidskou tváří“, protože i ten je „hrůzným monstrem“. Odmítal koncept sociální rovnosti, protože ta je podle jeho názoru možná jen za cenu „zotročení člověka“. Nebezpečí ovšem spatřoval i v „bezbřehém a formálně absolutizovaném liberalismu“. Odmítal teokratické státní zřízení. Avšak i demokracie podle se Bendy může stát diktaturou, proto je nutné, aby byla působnost vlády tvrdě omezena. Jedním z takových viděl v principu dělby moci. Preferoval nepřímou demokracii, prezidentský systém vlády a většinový volební systém.
Byl přívržencem trestu smrti. Antikoncepci osobně považoval za „mravně závadnou, za cosi, co je vážnou hrozbou pro lásku, důstojnost lidské osoby a koneckonců i plnost sexuálního života jako takového“, avšak stát (i „stojící na křesťanských základech“) podle Bendy nemá právo antikoncepci zakazovat. Podobně byl pro Bendu morálně nepřijatelný rozvod, avšak byl proti zrušení rozvodů, neboť pro některé lidi může být menším zlem rozvést se, než v manželství zůstat. Stát by se ale měl snažit manžele přesvědčit, aby se snažili své problémy řešit jinak, než rozvodem. Byl pro naprostý zákaz interrupcí. Kontroverzi vzbudil svým výrokem o chilském pravicovém diktátorovi Augusto Pinochetovi a jeho vojenském režimu: „Kdybychom v Československu měli v roce 1948 muže s tak energickým odhodláním, nebylo by došlo k Únoru a dalším neštěstím několika desetiletí. Pinochet jako jedna z nejvýznamnějších osobností tohoto století odvrátil Allendův komunistický puč. A hotovo.“ Schvaloval postup Spojeného království ve sporu s Argentinou o Falklandské ostrovy.

## Osobní život
Měl šest dětí a předal jim svou velkou zálibu v hraní karet. Syn Martin Benda (* 1970) se stal spoluautorem jedné knihy o karetních hrách.

## Ocenění

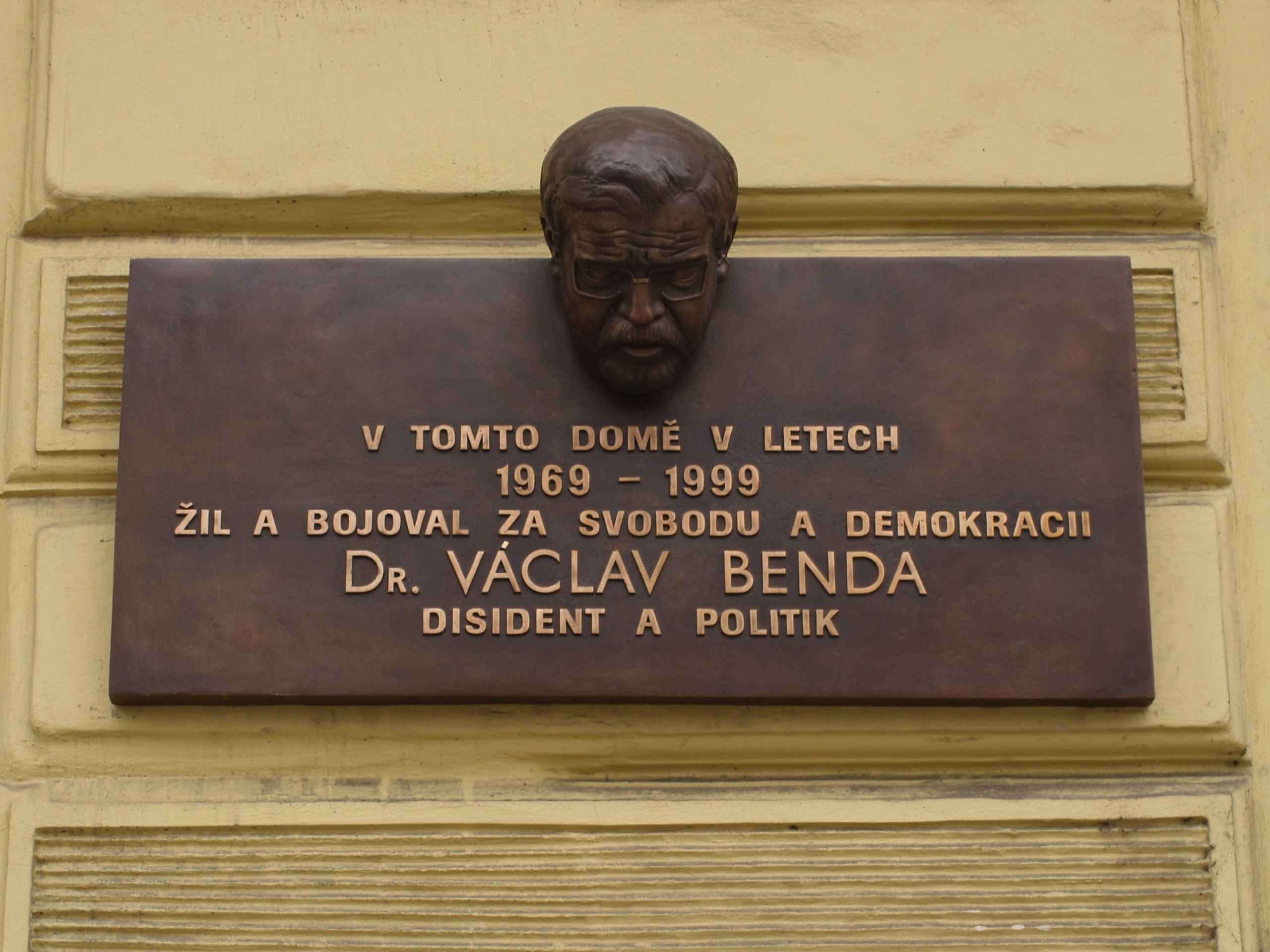
Pamětní deska

V roce 1998 mu byla udělena Medaile Za zásluhy  I. stupně.
Od roku 2009 Ústav pro studium totalitních režimů uděluje Cenu za svobodu, demokracii a lidská práva, původně pojmenovanou po Václavu Bendovi, osobnostem, které sehrály významnou roli v boji za svobodu a demokracii v letech 1938–1945 a 1948–1989.
17. listopadu 2009 (v Den boje za svobodu a demokracii) byla Václavu Bendovi na pražském Karlově náměstí (na domě č. o. 18, kde žil v letech 1969–1999) slavnostně odhalena pamětní deska s bustou od akademického sochaře Petra Orieška.
Ministrem obrany ČR mu bylo uděleno Osvědčení účastníka protikomunistického odboje.